# Stephens Island, Nunavut
Stephens Island är en ö i Kanada.   Den ligger i territoriet Nunavut, i den nordöstra delen av landet, 3 000 km norr om huvudstaden Ottawa. Arean är 8,4 kvadratkilometer.
Terrängen på Stephens Island är lite kuperad. Öns högsta punkt är 336 meter över havet. Den sträcker sig 6,5 kilometer i nord-sydlig riktning, och 3,0 kilometer i öst-västlig riktning.
Trakten runt Stephens Island är nära nog obefolkad, med mindre än två invånare per kvadratkilometer.